# Conophytum bilobum
Conophytum bilobum är en isörtsväxtart. Conophytum bilobum ingår i blomsteräggssläktet som ingår i familjen isörtsväxter.

## Underarter
Arten delas in i följande underarter:
- C. b. altum
- C. b. bilobum
- C. b. claviferens
- C. b. gracilistylum
- C. b. elishae
- C. b. linearilucidum
- C. b. muscosipapillatum

## Bilder

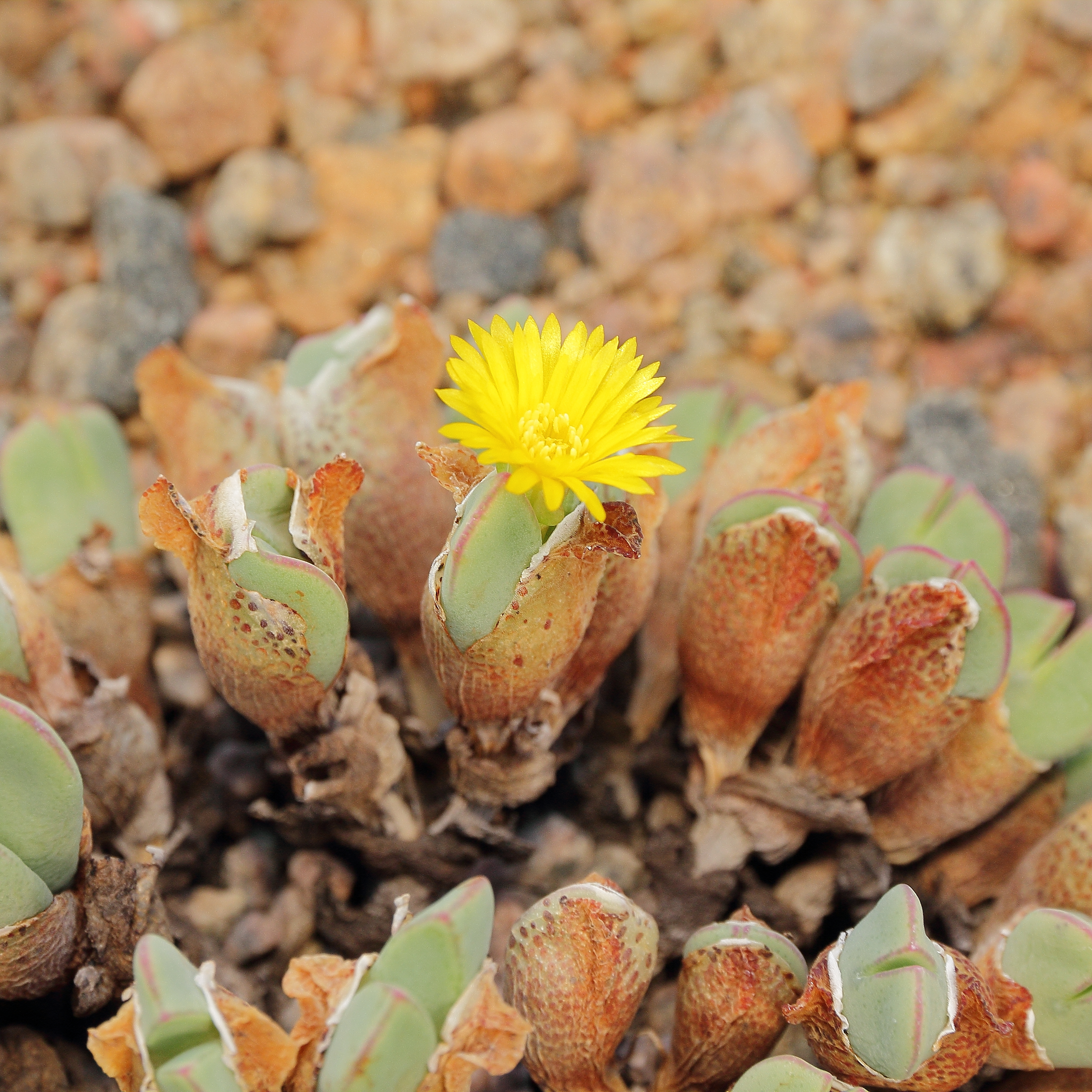
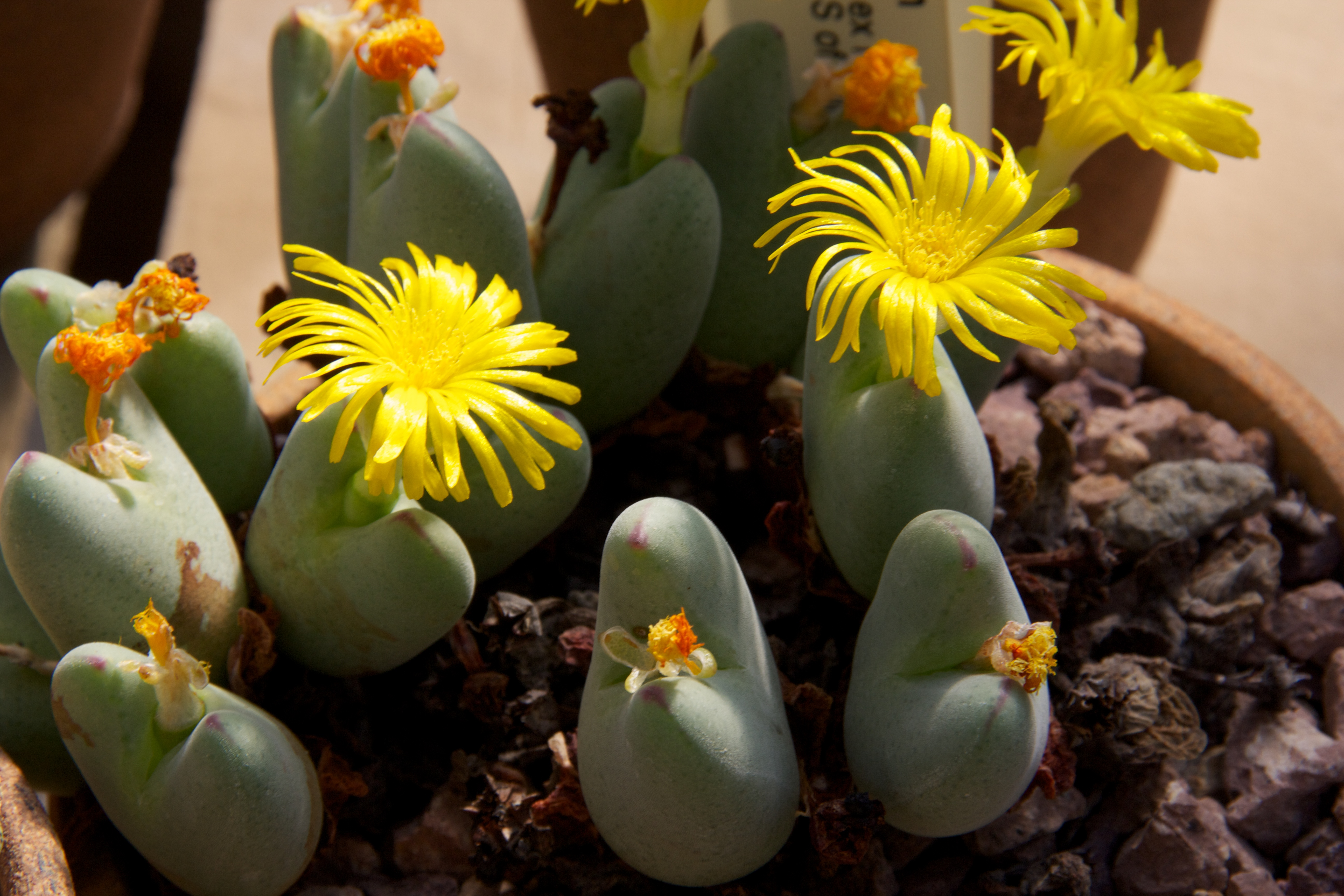
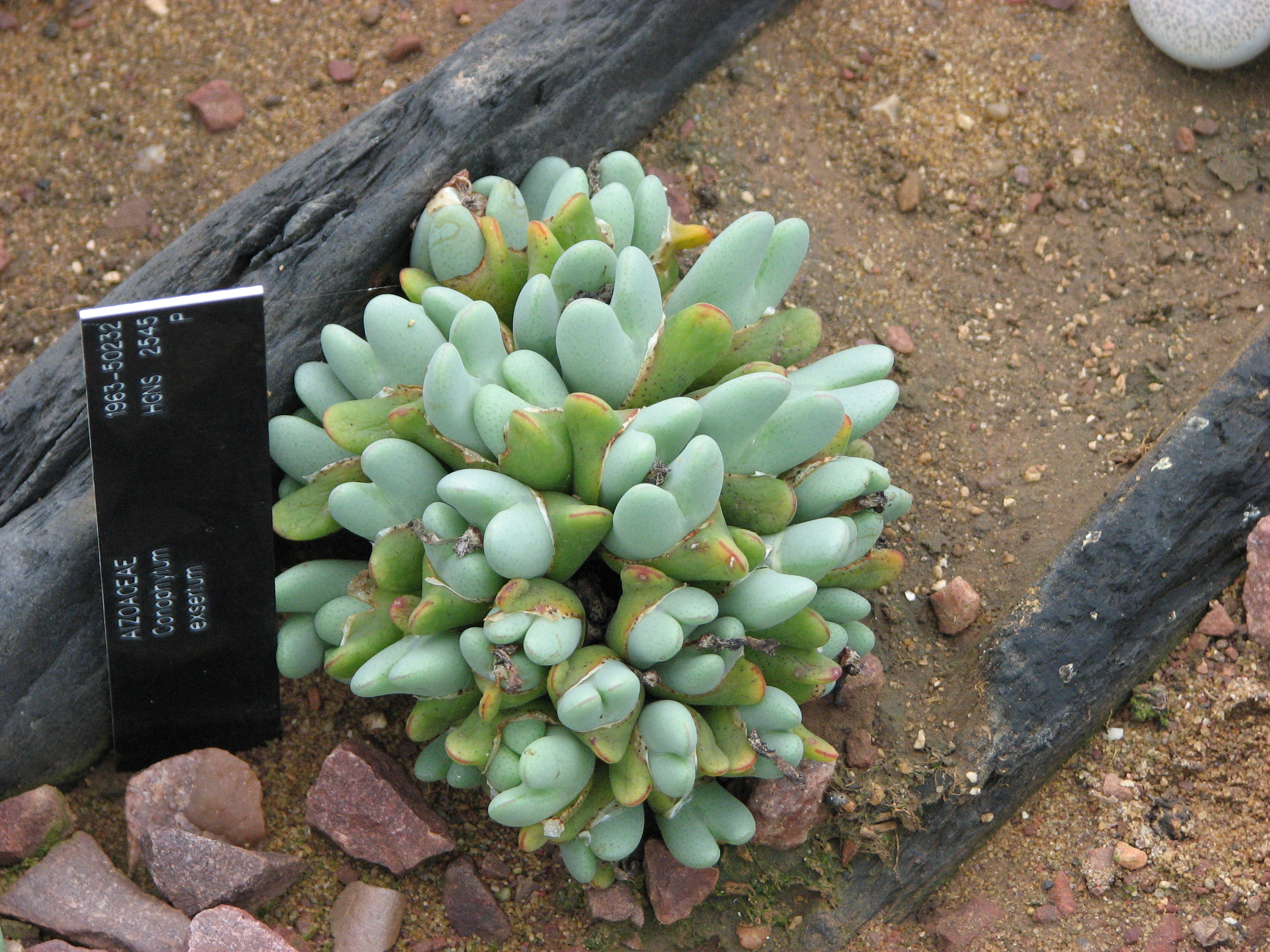